# 岩手中央酪農業協同組合
岩手中央酪農業協同組合（いわてちゅうおうらくのうぎょうきょうどうくみあい、略称JA岩中酪<がんちゅうらく>、岩手中央酪農協）は、岩手県盛岡市に本所を置く、主に酪農家を中心とした農業協同組合。

## 概要
2000年に釜石市を除く、県内一円をエリアとする畜産における専門農協の合併により発足。
2017年1月22日、信用事業を岩手県信用農業協同組合連合会に譲渡した。

## 沿革
- 2000年3月1日 - 岩手中央酪農・二戸酪農の2酪農農協が新設合併し、岩手中央酪農業協同組合が発足。
- 2009年11月 - 本所を盛岡市青山から同市下田（当時は、同市玉山区下田）に移転。
- 2017年1月 - 信用事業を岩手県信用農業協同組合連合会に譲渡。

## 主な作物
- 乳牛など。